# Neuropsicologia
La neuropsicologia è la scienza socio-sanitaria (branca multidisciplinare della psicologia clinica, della medicina e delle neuroscienze) che ha come obiettivo lo studio dei processi cognitivi e comportamentali correlandoli con i meccanismi anatomo-fisiologici a livello di sistema nervoso che ne sottendono il funzionamento.
Studia nell'uomo le alterazioni delle funzioni cognitive causate da lesioni o disfunzioni focali o diffuse del sistema nervoso centrale, acquisite, congenite, geneticamente determinate.
Si basa sul metodo scientifico ed ha aree di sovrapposizione con altre discipline come la psicologia, la medicina, la pedagogia, la neurologia, la psichiatria e le reti neurali, condividendo il punto di vista dell'elaborazione umana dell'informazione tipico della psicologia cognitiva (o cognitivismo).
I neuropsicologi possono trovare occupazione in ambito privato oppure nelle università (ricerca di base e applicata), in cliniche o ospedali (coinvolti nel trattamento di pazienti con problemi psicologici, neurologici e neuro-psicologici), in enti del terzo settore (ambito socio-sanitario), negli istituti di istruzione scolastica, nelle strutture penitenziarie, nell'industria (es. farmaceutica) o in altri settori ove sia richiesta una competenza scientifica sul funzionamento fisiologico e patologico del sistema nervoso e comportamentale.

## Oggetto di studio
Per meglio definirla rispetto alle altre neuroscienze, la neuropsicologia si occupa prevalentemente dello studio delle funzioni cognitive e delle loro correlazioni con le strutture encefaliche; in particolare, la neuropsicologia clinica focalizza le relative alterazioni derivanti a danni anatomo-patologici di varia eziologia. I pazienti tipici saranno quindi soggetti cerebrolesi da lesioni traumatiche, vascolari, tumori cerebrali e malattie degenerative.
Una parte della neuropsicologia, la neuropsicologia dello sviluppo, è rivolta alla comprensione dello sviluppo del comportamento in relazione allo sviluppo cerebrale.
La corrente prevalente nella neuropsicologia moderna si basa sul quadro teorico proposto dalla psicologia cognitiva, la quale studia la mente in termini di sistema cognitivo paragonabile a un "elaboratore di informazioni" suddiviso in diverse componenti funzionalmente interconnesse, per studiare le relazioni tra i diversi circuiti neurali e le funzioni cognitive. Il sistema cognitivo comprende quindi vari moduli, intesi come sottosistemi funzionali isolabili (secondo alcune ipotesi esistono anche processi "centrali" non suddivisibili in moduli) e il compito della neuropsicologia è associare a ogni modulo il circuito neuronale che lo rende possibile; questi circuiti neuronali possono estendersi in più aree cerebrali. La maggior parte del lavoro riguarda lo studio clinico su soggetti cerebrolesi. Sono presenti anche studi in soggetti sani (meglio definiti come neurologicamente sani), utilizzati spesso come gruppo di controllo rispetto ai pazienti oppure per comprendere il funzionamento fisiologico della funzione indagata. Il fine ultimo della neuropsicologia è infatti la comprensione della relazione tra mente e cervello.
Sebbene la neuropsicologia moderna sia improntata al cognitivismo, è giusto citare l'approccio teorico che ha caratterizzato la sua nascita e il suo sviluppo fino alla rivoluzione cognitivista: la neuropsicologia classica, la quale aveva come scopo quello di associare una localizzazione precisa e univoca ai processi mentali all'interno del cervello, osservando la correlazione tra sede precisa della lesione cerebrale e processo mentale alterato, ricavato dalla descrizione clinica del paziente. Il suo fine ultimo era dunque la stretta correlazione anatomo-clinica, la quale si è però rivelata eccessivamente riduzionista e non basata su una cornice teorica che potesse collegare le conoscenze acquisite ai concetti della psicologia generale.

## Neuropsicologia clinica
La neuropsicologia clinica è l'applicazione delle conoscenze della neuropsicologia alla diagnosi, gestione e riabilitazione dei pazienti con deficit cognitivi successivi a  malattie o danni cerebrali di tipo vascolare o traumatico. La pratica della neuropsicologia clinica è in costante aumento ed in continua evoluzione, attualmente le sue applicazioni si estendono dal settore clinico, alla ricerca, alla riabilitazione, sino all'ambito giuridico-forense e alla medicina legale. In particolare vengono esaminati i pazienti per diagnosticare e migliorare le funzioni specifiche lese come ad esempio linguaggio, attenzione, percezione, cognizione e comportamento. La valutazione delle funzioni cognitive e comportamentali richiede professionalità e competenza specifiche e rappresenta un momento delicato all'interno dell'intero processo diagnostico del deficit encefalico.
I neuropsicologi clinici lavorano tipicamente in un ambiente ospedaliero, in un team interdisciplinare composto da professionisti di diversa formazione come neurologi, psicologi, internisti, logopedisti, ortottisti, terapisti occupazionali e terapisti della neuro e della psicomotricità dell'età evolutiva.
Attualmente, in Italia, una formazione specifica in neuropsicologia, viene fornita:
- in alcuni corsi di Laurea Magistrale in Psicologia;
- nelle scuole di specializzazione in Neuropsicologia (area psicologica) che è l'unica a impartire una formazione specifica post-lauream in neuropsicologia;
- in alcune scuole di specializzazione di area sanitaria di Neurologia e Neuropsichiatria infantile (classe delle specializzazioni in Neuroscienze e Scienze Cliniche del Comportamento). [2]

Inoltre, con la delibera n.385/13 del 07/11/2013 - Linee guida per la definizione dello Psicologo Neuropsicologo , l'Ordine degli Psicologi della Lombardia dichiara:
- le attività di valutazione e riabilitazione neuropsicologica sono prestazioni effettuabili da parte di tutti gli iscritti all’Albo A;
- possono definirsi “Psicologi Neuropsicologi” tutti coloro i quali ritengono di avere una competenza/esperienza (equivalenti a quanto previsto dal percorso della Scuola di Specializzazione in Neuropsicologia) che consta in:

a) Iscrizione all’Albo A dell’Ordine degli Psicologi della Lombardia;
e
b) Titolo di Specialista in Neuropsicologia (D.M. 332/1999; D.M. 24/07/2006 MIUR)
oppure, in alternativa al punto b), a parere dell'Ordine degli Psicologi della Lombardia
- attività professionale in neuropsicologia, per un totale di ore equipollenti a quanto previsto dall'offerta formativa delle relative Scuole di Specializzazione (ad oggi 5.000 ore), auto-certificata e documentabile, svolta presso aziende ospedaliere, strutture private accreditate o in studi privati. Il 30% massimo di tale attività può essere costituita, in alternativa, da attività formativa in ambito neuropsicologico autocertificata e documentabile.

## Strumenti
Gli strumenti principali della neuropsicologia sia sperimentale che clinica sono i test psicometrici, che permettono di valutare i diversi processi cognitivi e le loro componenti, talora utilizzati in combinazione con tecniche di presentazione tachistoscopica e di ascolto dicotico.
La neuropsicologia sperimentale si avvale anche di strumenti propri della psicofisiologia (EEG, potenziali riferiti all'evento, ecc.) e della neuroradiologia. Le neuroimmagini sono di supporto sia allo studio delle lesioni successive a danno cerebrale sia per la localizzazione di specifiche aree (tomografia computerizzata e imaging a risonanza magnetica). Un'altra applicazione delle tecniche di neuroimaging è in soggetti sani sono le cosiddette tecniche di neuroimaging funzionali (fMRI, PET SPECT) che permettono di ottenere una rappresentazione dell'attivazione di aree specifiche del cervello durante l'esecuzione di determinati compiti. Tecniche recentemente sviluppate, sebbene di maggiore interesse neurofisiologico, sono la stimolazione magnetica transcranica (TMS), un metodo in grado di stimolare selettivamente alcune zone del cervello in modo tale da poterne osservare le reazioni corrispondenti, e la srimolazione transcranica a corrente diretta (tDCS).
La ricerca di base e applicata utilizza comunque una combinazione di tutti questi approcci sia su soggetti patologici che sani.

## Tecnologie
- Colloquio clinico
- Test neuropsicologici, psicometrici e comportamentali
- Neuroimaging
- Neuroimaging funzionale
- Misure elettrofisiologiche (EEG; PEV; MEP; magnetoencefalografia)
- Stimolazione magnetica transcranica
- Stimolazione transcranica a corrente diretta (tDCS)
- NIRS Near Infraread streptoscopy
- Ricerche comportamentali

## Metodi
- Studi di casi singoli
- Studi di gruppo
- Dissociazione e doppia dissociazione
- Associazione di sintomi